# Soudal–Quick-Step
Soudal–Quick-Step (Cod UCI | SOQ) este o echipă profesionistă de ciclism cu licență belgiană de UCI ProTour. Echipa este condusă de managerul echipei Patrick Lefévère. Directorii sunt Rik Verbrugghe, Davide Bramati, Wilfried Peeters, Rik Van Slycke și Luca Guercilena. Mecanicii sunt Jeanick Verstraete si Kurte Roose. Sponsorul, Quick Step, este un producător de parchet laminat
Echipa a fost creată ca Quick Step–Davitamon în 2003, după ce echipa Mapei-Quick Step s-a desființat după nouă ani. Paolo Bettini a câștigat Campionatul Mondial de două ori consecutiv, în 2003 și 2004, precum și Jocurile Olimpice din 2004, de la Atena. În sezonul din 2005 renumită Quick Step-Innergetic, echipa a câștigat un număr mare de clasice: Tom Boonen a câștigat Turul Flandrei și Paris-Roubaix, Filippo Pozzato HEW Cyclassics, și Paolo Bettini Züri-Metzgete și Giro di Lombardia. La sfârșitul anului 2005 Tom Boonen a câștigat Campionatele Mondiale pe Sosea de la Madrid
În 2006, Boonen a câștigat din nou Turul Flandrei și a purtat tricoul galben în Turul Franței. Filippo Pozzato a câștigat Milano - San Remo. Paolo Bettini a câștigat Campionatul Mondial pe șosea din Salzburg, și a câștigat Giro di Lombardia. În 2007, Tom Boonen a câștigat tricoul verde, al celui mai bun sprinter, în Turul Franței, având două victorii etapă. Bettini și-a apărat titlul mondial în Stuttgart. În 2008 Gert Steegmans a câștigat etapa finală a Turul Franței pe Champs-Elysees. Paolo Bettini s-a retras după Campionatul Mondial din Varese. Atât în 2008 cât și în 2009 Stijn Devolder a luat Turul Flandrei și Tom Boonen, Paris-Roubaix.

## Rezultate Mari

### 2008
- Tour of Qatar: Clasamentul pe echipe; Clasamentul General : Tom Boonen.
- Kuurne–Brussels–Kuurne: Locul 1: Steven De Jongh
- Paris–Nice: Clasamentul pe echipe; 3 victorii de etapa
- Ronde van Vlaanderen: Locul 1: Stijn Devolder
- Paris–Roubaix: Locul 1: Tom Boonen
- Tour de France:

1 victorie de etapa : Gert Steegmans
- Vuelta a España:

5 victorii de etapa (2 de Tom Boonen, 2 de Paolo Bettini si 1 de Wouter Weylandt)

### 2009
- Tour Down Under: Clasamentul pe puncte Allan Davis, Clasamentul General Allan Davis.
- Tour of Qatar: Clasament General Tom Boonen.
- Kuurne–Brussels–Kuurne: Locul 1: Tom Boonen
- Ronde van Vlaanderen: Locul 1: Stijn Devolder
- Paris–Roubaix: Locul 1: Tom Boonen
- Giro d'Italia:

 Locul 1, cel mai bun tanar : Kevin Seeldraeyers
- Clásica de San Sebastián: Locul 1: Carlos Barredo

#### Campioni Nationali
- Branislau Samoilau - Contratimp
- Tom Boonen - Cursa pe Sosea

### 2010
- Giro d'Italia:

2 victorii de etapa (1 de Wouter Weylandt si 1 de Jérôme Pineau)
- Tour de France:

2 victorii de etapa : Sylvain Chavanel
- Tour of Belgium, Clasament General, Locul 1: Stijn Devolder

#### Campioni Nationali
- Branislau Samoilau - Contratimp
- Stijn Devolder - Cursa pe Sosea
- Stijn Devolder - Contratimp

## Echipa

### 2017
| Team roster 2017                                 | Team roster 2017   | Team roster 2017                                    | Team roster 2017 |
| Ciclist                                          | Data nașterii      | Previous team                                       |                  |
| ------------------------------------------------ | ------------------ | --------------------------------------------------- | ---------------- |
| Julian Alaphilippe                               | 11 iunie 1992      | Etixx-iHNed (2013)                                  |                  |
| Jack Bauer                                       | 7 aprilie 1985     | Cannondale-Drapac (2016)                            |                  |
| Tom Boonen (1 ian–10 apr, note)                  | 15 octombrie 1980  | US Postal Service (2002)                            |                  |
| Gianluca Brambilla                               | 22 august 1987     | Colnago-CSF Inox (2012)                             |                  |
| Eros Capecchi                                    | 13 iunie 1986      | Astana (2016)                                       |                  |
| Rémi Cavagna                                     | 10 august 1995     | Klein Constantia (2016)                             |                  |
| David de la Cruz                                 | 6 mai 1989         | NetApp-Endura (2014)                                |                  |
| Laurens De Plus                                  | 4 septembrie 1995  | Lotto-Soudal U23 (2015)                             |                  |
| Tim Declercq                                     | 21 martie 1989     | Topsport Vlaanderen-Baloise (2016)                  |                  |
| Dries Devenyns                                   | 22 iulie 1983      | IAM Cycling (2016)                                  |                  |
| Fernando Gaviria                                 | 19 august 1994     | Coldeportes-Claro (2015)                            |                  |
| Philippe Gilbert                                 | 5 iulie 1982       | BMC Racing Team (2016)                              |                  |
| Bob Jungels                                      | 22 septembrie 1992 | Trek Factory Racing (2015)                          |                  |
| Iljo Keisse                                      | 21 decembrie 1982  | Topsport Vlaanderen-Mercator (2009)                 |                  |
| Marcel Kittel                                    | 11 mai 1988        | Giant-Alpecin (2015)                                |                  |
| Yves Lampaert                                    | 10 aprilie 1991    | Topsport Vlaanderen-Baloise (2014)                  |                  |
| Daniel Martin                                    | 20 august 1986     | Cannondale-Garmin (2015)                            |                  |
| Davide Martinelli                                | 31 mai 1993        | Colpack (2015)                                      |                  |
| Enric Mas                                        | 7 ianuarie 1995    | Klein Constantia (2016)                             |                  |
| Maximiliano Richeze                              | 7 martie 1983      | Lampre-Merida (2015)                                |                  |
| Fabio Sabatini                                   | 18 februarie 1985  | Cannondale (2014)                                   |                  |
| Maximilian Schachmann                            | 9 ianuarie 1994    | Klein Constantia (2016)                             |                  |
| Pieter Serry                                     | 21 noiembrie 1988  | Topsport Vlaanderen-Mercator (2012)                 |                  |
| Zdeněk Štybar                                    | 11 decembrie 1985  | Telenet-Fidea (2011)                                |                  |
| Niki Terpstra                                    | 18 mai 1984        | Team Milram (2010)                                  |                  |
| Matteo Trentin                                   | 2 august 1989      | Marchiol-Pasta Montegrappa-Orogildo (2010)          |                  |
| Petr Vakoč                                       | 11 iulie 1992      | Etixx-iHNed (2013)                                  |                  |
| Martin Velits                                    | 21 februarie 1985  | HTC-Highroad (2011)                                 |                  |
| Julien Vermote                                   | 26 iulie 1989      | Beveren 2000 (2010)                                 |                  |
| Álvaro Hodeg (1 aug–31 dec, trainee)             | 16 septembrie 1996 | Coldeportes-Zenú (2017)                             |                  |
| Przemysław Kasperkiewicz (1 aug–31 aug, trainee) | 1 martie 1994      | Klein Constantia (2016) missing qualifiers by rider |                  |
|                                                  |                    |                                                     |                  |
| Sources: ProCyclingStats Cycling Quotient        |                    |                                                     |                  |

note: Tom Boonen, end of sports career
note: Przemysław Kasperkiewicz missing qualifiers by rider

### 2016
| Team roster 2016                                           | Team roster 2016   | Team roster 2016                           | Team roster 2016 |
| Ciclist                                                    | Data nașterii      | Previous team                              |                  |
| ---------------------------------------------------------- | ------------------ | ------------------------------------------ | ---------------- |
| Julian Alaphilippe                                         | 11 iunie 1992      | Etixx-iHNed (2013)                         |                  |
| Tom Boonen                                                 | 15 octombrie 1980  | US Postal Service (2002)                   |                  |
| Maxime Bouet                                               | 3 noiembrie 1986   | AG2R La Mondiale (2014)                    |                  |
| Gianluca Brambilla                                         | 22 august 1987     | Colnago-CSF Inox (2012)                    |                  |
| Rodrigo Contreras                                          | 2 iunie 1994       | Coldeportes-Claro (2015)                   |                  |
| David de la Cruz                                           | 6 mai 1989         | NetApp-Endura (2014)                       |                  |
| Laurens De Plus                                            | 4 septembrie 1995  | Lotto-Soudal U23 (2015)                    |                  |
| Fernando Gaviria                                           | 19 august 1994     | Coldeportes-Claro (2015)                   |                  |
| Bob Jungels                                                | 22 septembrie 1992 | Trek Factory Racing (2015)                 |                  |
| Iljo Keisse                                                | 21 decembrie 1982  | Topsport Vlaanderen-Mercator (2009)        |                  |
| Marcel Kittel                                              | 11 mai 1988        | Giant-Alpecin (2015)                       |                  |
| Yves Lampaert                                              | 10 aprilie 1991    | Topsport Vlaanderen-Baloise (2014)         |                  |
| Nikolas Maes                                               | 9 aprilie 1986     | Topsport Vlaanderen-Mercator (2009)        |                  |
| Daniel Martin                                              | 20 august 1986     | Cannondale-Garmin (2015)                   |                  |
| Tony Martin                                                | 23 aprilie 1985    | HTC-Highroad (2011)                        |                  |
| Davide Martinelli                                          | 31 mai 1993        | Colpack (2015)                             |                  |
| Gianni Meersman                                            | 5 decembrie 1985   | Lotto-Belisol (2012)                       |                  |
| Maximiliano Richeze                                        | 7 martie 1983      | Lampre-Merida (2015)                       |                  |
| Fabio Sabatini                                             | 18 februarie 1985  | Cannondale (2014)                          |                  |
| Pieter Serry                                               | 21 noiembrie 1988  | Topsport Vlaanderen-Mercator (2012)        |                  |
| Zdeněk Štybar                                              | 11 decembrie 1985  | Telenet-Fidea (2011)                       |                  |
| Niki Terpstra                                              | 18 mai 1984        | Team Milram (2010)                         |                  |
| Matteo Trentin                                             | 2 august 1989      | Marchiol-Pasta Montegrappa-Orogildo (2010) |                  |
| Petr Vakoč                                                 | 11 iulie 1992      | Etixx-iHNed (2013)                         |                  |
| Guillaume Van Keirsbulck                                   | 14 februarie 1991  | Beveren 2000 (2010)                        |                  |
| Stijn Vandenbergh                                          | 25 aprilie 1984    | Katusha (2011)                             |                  |
| Martin Velits                                              | 21 februarie 1985  | HTC-Highroad (2011)                        |                  |
| Julien Vermote                                             | 26 iulie 1989      | Beveren 2000 (2010)                        |                  |
| Carlos Verona (1 ian–29 iul)                               | 4 noiembrie 1992   | Burgos BH-Castilla y León (2012)           |                  |
| Łukasz Wiśniowski                                          | 7 decembrie 1991   | Etixx (2014)                               |                  |
| Adrien Costa (1 aug–31 dec, trainee)                       | 19 august 1997     |                                            |                  |
| Iván García (1 aug–31 dec, trainee)                        | 20 noiembrie 1995  | Klein Constantia (2016)                    |                  |
| František Sisr (26 aug–31 dec, trainee)                    | 17 martie 1993     | Team Dukla Praha (2015)                    |                  |
|                                                            |                    |                                            |                  |
| Sources: ProCyclingStats Cycling Quotient Cycling Archives |                    |                                            |                  |

### 2015
| Team roster 2015                          | Team roster 2015  | Team roster 2015                           | Team roster 2015 |
| Ciclist                                   | Data nașterii     | Previous team                              |                  |
| ----------------------------------------- | ----------------- | ------------------------------------------ | ---------------- |
| Julian Alaphilippe                        | 11 iunie 1992     | Etixx-iHNed (2013)                         |                  |
| Tom Boonen                                | 15 octombrie 1980 | US Postal Service (2002)                   |                  |
| Maxime Bouet                              | 3 noiembrie 1986  | AG2R La Mondiale (2014)                    |                  |
| Gianluca Brambilla                        | 22 august 1987    | Colnago-CSF Inox (2012)                    |                  |
| Mark Cavendish                            | 21 mai 1985       | Team Sky (2012)                            |                  |
| David de la Cruz                          | 6 mai 1989        | NetApp-Endura (2014)                       |                  |
| Michał Gołaś                              | 29 aprilie 1984   | Vacansoleil-DCM (2011)                     |                  |
| Iljo Keisse                               | 21 decembrie 1982 | Topsport Vlaanderen-Mercator (2009)        |                  |
| Michał Kwiatkowski                        | 2 iunie 1990      | Team RadioShack (2011)                     |                  |
| Yves Lampaert                             | 10 aprilie 1991   | Topsport Vlaanderen-Baloise (2014)         |                  |
| Nikolas Maes                              | 9 aprilie 1986    | Topsport Vlaanderen-Mercator (2009)        |                  |
| Tony Martin                               | 23 aprilie 1985   | HTC-Highroad (2011)                        |                  |
| Gianni Meersman                           | 5 decembrie 1985  | Lotto-Belisol (2012)                       |                  |
| Mark Renshaw                              | 22 octombrie 1982 | Belkin (2013)                              |                  |
| Fabio Sabatini                            | 18 februarie 1985 | Cannondale (2014)                          |                  |
| Pieter Serry                              | 21 noiembrie 1988 | Topsport Vlaanderen-Mercator (2012)        |                  |
| Zdeněk Štybar                             | 11 decembrie 1985 | Telenet-Fidea (2011)                       |                  |
| Niki Terpstra                             | 18 mai 1984       | Team Milram (2010)                         |                  |
| Matteo Trentin                            | 2 august 1989     | Marchiol-Pasta Montegrappa-Orogildo (2010) |                  |
| Rigoberto Urán                            | 26 ianuarie 1987  | Team Sky (2013)                            |                  |
| Petr Vakoč                                | 11 iulie 1992     | Etixx-iHNed (2013)                         |                  |
| Guillaume Van Keirsbulck                  | 14 februarie 1991 | Beveren 2000 (2010)                        |                  |
| Stijn Vandenbergh                         | 25 aprilie 1984   | Katusha (2011)                             |                  |
| Martin Velits                             | 21 februarie 1985 | HTC-Highroad (2011)                        |                  |
| Julien Vermote                            | 26 iulie 1989     | Beveren 2000 (2010)                        |                  |
| Carlos Verona                             | 4 noiembrie 1992  | Burgos BH-Castilla y León (2012)           |                  |
| Łukasz Wiśniowski                         | 7 decembrie 1991  | Etixx (2014)                               |                  |
| Rodrigo Contreras (1 aug–31 dec, trainee) | 2 iunie 1994      | Coldeportes-Claro (2015)                   |                  |
| Fernando Gaviria (1 aug–31 dec, trainee)  | 19 august 1994    | Coldeportes-Claro (2015)                   |                  |
|                                           |                   |                                            |                  |
| Source: ProCyclingStats                   |                   |                                            |                  |

### 2010
Din 1 ianuarie 2010.
| Ciclist                 |
| ----------------------- |
| Carlos Barredo (ESP)    |
| Tom Boonen (BEL)        |
| Dario Cataldo (ITA)     |
| Sylvain Chavanel (FRA)  |
| Kevin de Weert (BEL)    |
| Dries Devenyns (BEL)    |
| Stijn Devolder (BEL)    |
| Addy Engels (NED)       |
| Mauro Facci (ITA)       |
| Kurt Hovelijnck (BEL)   |
| Kevin Hulsmans (BEL)    |
| Iljo Keisse (BEL)       |
| Belarus Andrei Kunitski |
| Thomas Kvist (DEN)      |

| Nikolas Maes (BEL)         |
| Davide Malcarane (ITA)     |
| Jérôme Pineau (FRA)        |
| Francesco Reda (ITA)       |
| Belarus Branislau Samoilau |
| Kevin Seeldraeyers (BEL)   |
| Andreas Stauff (GER)       |
| Matteo Tosatto (ITA)       |
| Jurgen van de Walle (BEL)  |
| Kevin van Impe (BEL)       |
| Marco Velo (ITA)           |
| Wouter Weylandt (BEL)      |
| Maarten Wynants (BEL)      |